# Kamienica przy Rynku 13 w Radomiu
Kamienica przy Rynku 13 w Radomiu – zabytkowa  kamienica z XIX w., położona w Radomiu na rogu Rynku i ul. Grodzkiej.
Kamienica powstała przed 1808. W XIX w. miała też miejsce jej przebudowa. Elewacja budynku ozdobiona jest dekoracyjnym gzymsem z rozetami. Kamienica posiada też oficynę. W materiałach budynek jest określany zarówno jako „dom”, jak i „kamienica”.
Obiekt wpisany jest do rejestru zabytków Narodowego Instytutu Dziedzictwa pod numerem 760 z 5.05.1972 oraz 417/A/90 z 14.02.1990. Znajduje się też w gminnej ewidencji zabytków miasta Radomia. Program Rewitalizacji Gminy Miasta Radomia na lata 2014–2023 przewiduje rewitalizację kamienicy.